# Pteropera spleniata
Pteropera spleniata är en insektsart som först beskrevs av Karsch 1896.  Pteropera spleniata ingår i släktet Pteropera och familjen gräshoppor. Inga underarter finns listade i Catalogue of Life.